# Calfreisen
Calfreisen (toponimo tedesco; in romancio Chiaunreis , in italiano Cafràssino, desueti) è una frazione di 66 abitanti del comune svizzero di Arosa, nella regione Plessur (Canton Grigioni).

## Storia

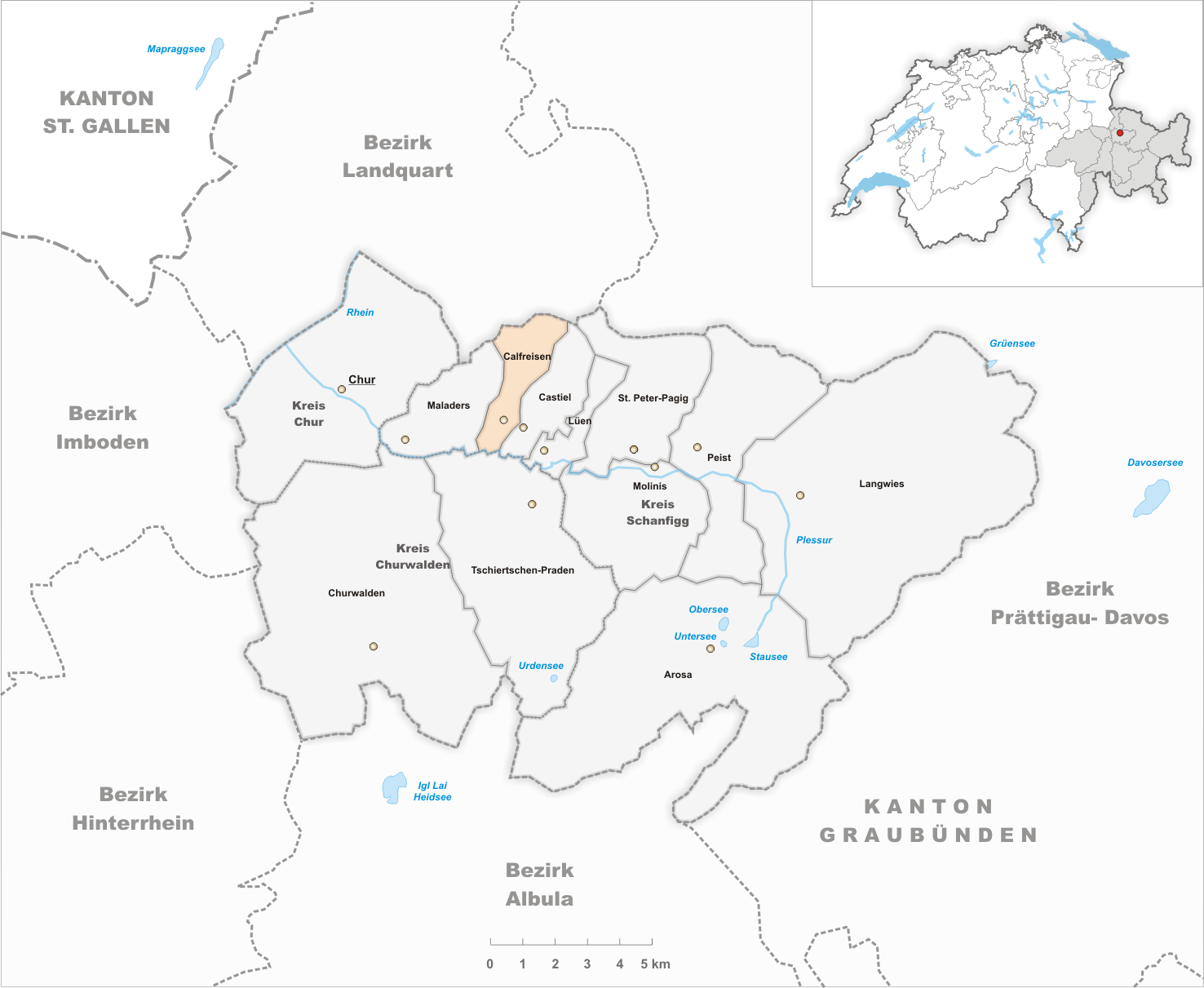
Il territorio del comune di Calfreisen prima degli accorpamenti comunali del 2013

Già comune autonomo che si estendeva per 5,13 km², il 1º gennaio 2013 è stato accorpato al comune di Arosa assieme agli altri comuni soppressi di Castiel, Langwies, Lüen, Molinis, Peist e Sankt Peter-Pagig.

## Monumenti e luoghi d'interesse
- Rovine della fortezza di Bernegg, costruita nel XIII secolo[3].

## Società

### Evoluzione demografica
L'evoluzione demografica è riportata nella seguente tabella:
Abitanti censiti

### Lingue e dialetti
Già paese di lingua romancia, è stato germanizzato a partire dal XVI secolo.